# Metal Arcade Vol. 1
Metal Arcade Vol. 1 è il primo EP del gruppo musicale italiano The Zen Circus, pubblicato nel 2012.

## Descrizione
- Mexican Requiem è presente nell'album Visited by the Ghost of Blind Willie Lemon Juice Namington IV del 2001, questa è una versione alternativa a quella del disco.
- Hillybilliy Cabdriver è in una versione demo di questo brano, registrata su una spiaggia.
- Polisii Pamputataas è una cover della canzone del gruppo Eppu Normaali cantata dal bassista Ufo. Probabilmente il titolo corretto è Poliisi Pamputta Taas. Di questa canzone è stato realizzato un video.[3]
- Where Eagles Dare è una cover della canzone dei Misfits, cantata dal batterista Karim Qqru.
- Punk Oi Puppy Sex 2001 è una ghost track presente nella canzone Summer (Of Love) dell'album Vita e opinioni di Nello Scarpellini, gentiluomo del 2005.
- Vent'Anni è qui in una versione alternativa della canzone presente nell'album Villa Inferno.

## Tracce
1. Mexican Requiem – 2:39
2. Hillybilliy Cabdriver – 1:50
3. Polisii Pamputataas – 2:07
4. Where Eagles Dare – 2:06
5. Punk-Oi Puppy Sex 2001 – 2:02
6. Vent'anni – 1:43

## Formazione

### Gruppo
- Andrea Appino - voce, chitarra
- Ufo - basso, cori, voce solista in Polisii Pamputataas
- Karim Qqru  - batteria, percussioni, voce solista in Where Eagles Dare

### Ospiti
- Valeria Von Fracula -  voce in Poliisi Pamputtaataas[4]